# Antena kolinearna

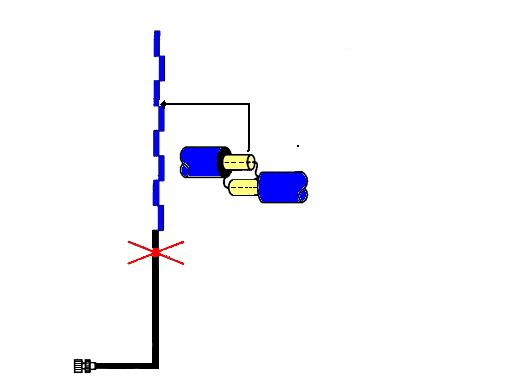

Antena kolinearna – odmiana anteny wielofalowej (której długość fizyczna znacznie przekracza długość fali elektromagnetycznej) zbudowanej z kilku dipoli półfalowych.
Aby kierunek prądu we wszystkich jej elementach czynnych był identyczny, stosuje się zwarte linie ćwierćfalowe lub spiralne linie opóźniające odwracające fazy przebiegów zasilających. Zysk energetyczny anteny kolinearnej zależy od liczby jej elementów i jest wynikiem spłaszczenia charakterystyki promieniowania w przekroju pionowym.
Pasmo pracy anteny kolinearnej jest dość wąskie ze względu na błędy fazowe prądów zasilających jej poszczególne segmenty, które zależą od częstotliwości pracy.
Stosowana jest głównie w zakresie fal ultrakrótkich. Nie możne być instalowana na masztach metalowych.